# Уейский, Корнель

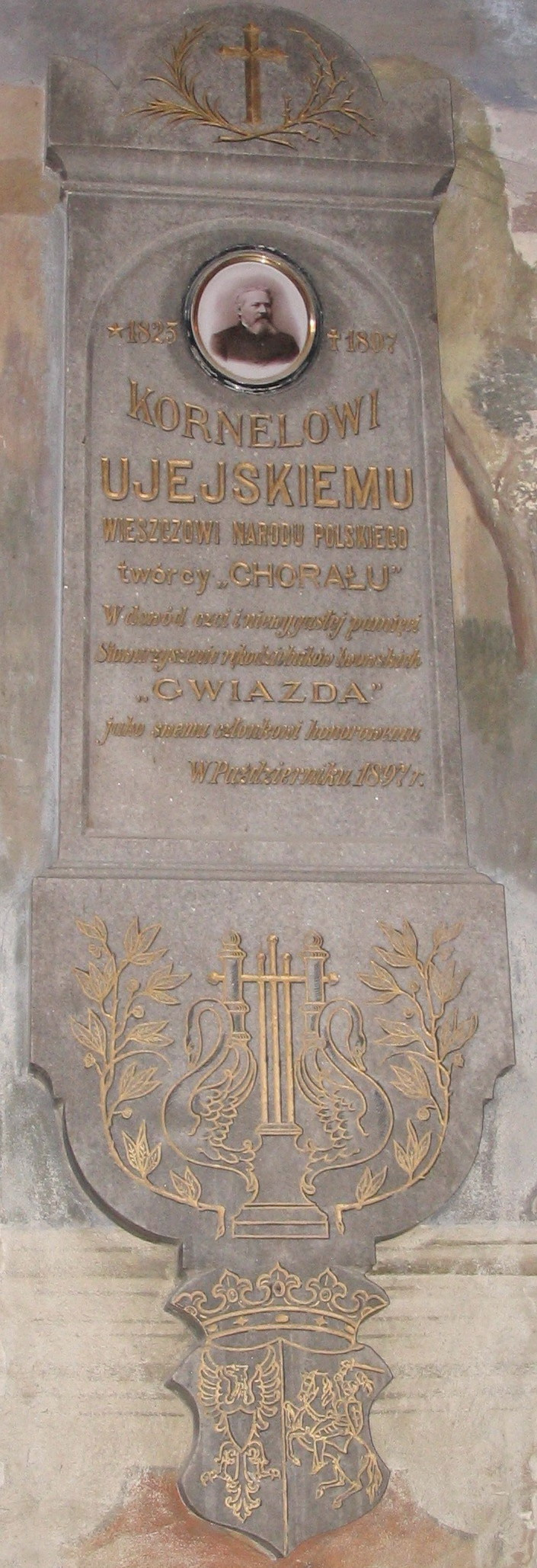
Мемориальная плита К. Уейскому, установленная во Львовском костеле бернардинцев

 Корнель Уейский  (12 сентября 1823, с. Беремяны, Австрийская империя — 19 сентября 1897, с. Павлов, Австро-Венгрия) — польский поэт, драматург и публицист.

## Биография
Родился в селе Беремяны в зажиточной семье. В 1839 с семьёй переехал в с. Давыдов близ Львова. Получил домашнее образование, с 1831 учился в школе василиан в Бучаче, впоследствии во Львове.
В этот период появились его первые стихи. Во Львове знакомится с деятелями польской культуры (Винценты Полем, Л. Дунин-Борковским и др.), в 1844 отправился в Варшаву, где с помощью писателя А. Белёвского начинает участвовать в литературной жизни столицы.
Знакомство с ведущими польскими поэтами и писателями оказало влияние на творчество и национально-патриотические настроения К. Уейского. Здесь же он начинает участвовать в конспиративной деятельности.
Ранние произведения, написанные им в 1840—1845 гг. собранные в книгах избранной поэзии «Цветы без запаха» (пол. Kwiaty bez woni) и «Увядшие листья» (пол. Zwiędłe liście) опубликованы в 1848 и 1849.
В 1847 году К. Уейский, через Бельгию, отправился в Париж, где познакомился с И. Лелевелем, Ю. Залеским, Ф. Шопеном и Ю. Словацким.
Участник в революционных событий 1848 года во Франции. Вернувшись на родину, в начале ноября 1848 участвует в восстании во Львове. Поэзия этого периода отразила революционные настроения К. Уейского.
В 1851 женившись, поселяется с семьей в с. Павлове, где на свои средства соорудил памятник в честь упразднения подневольного труда на панщине, который существует до сих пор. В 1862 восстановил здесь же сожжёный костёл.
С 1858 поэт арендует у Львовского магистрата имение в с. Зубра.
В 1860 поэт совершил поездку в Яссы, где создал «Польский марш» (пол. Marsz polski).
В 1868 году за цикл стихов «К русским» (пол. Do Moskali), посвященный русским офицерам, поддержавшим поляков в их стремлении к независимости, царские власти отдали поэта под суд. По приговору он подвергся кротковременному аресту и денежному штрафу, часть изданного им была конфискована.
Для львовских театров К. Уейским написаны пьесы «Оправдание Шопена» и «Пролог». Он автор прозаического произведения «Письма из-под Львова» (1860).
В 1877—1878 годах избирался депутатом Государственного совета в Вене.
Последние годы прожил в селе Павлове вблизи Радехова, где умер и похоронен.

## Творчество

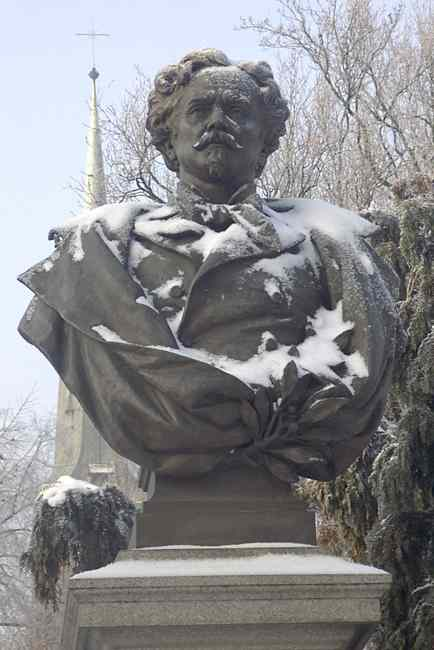
Памятник К. Уейскому, в 1901 установленный во Львове, теперь перемещён в Щецин

Представитель романтизма в польской литературе. Наиболее известным произведением К. Уейского является «С дымом пожаров» (пол. Z dymem pożarów), в котором популяризовались события Весны народов в Европе, а в польской части Австрийской империи — стихи стали неофициальным гимном январского восстания 1863 года.
Награждён серебряным крестом ордена Virtuti Militari.

## Избранная библиография
- Maraton (1845)
- Pieśni Salomona (1846)
- Skargi Jeremiego (1847)
- Kwiaty bezwoni (1848)
- Zwiędłe liście (1849)
- Melodie biblijne (1852)
- Do Moskali (1862)
- Tłumaczenia Szopena (1866) и др.